# Sorry (Justin Bieber)
Sorry è un singolo del cantante canadese Justin Bieber, pubblicato il 23 ottobre 2015 come secondo estratto dal quarto album in studio Purpose.

## Descrizione
In occasione di un'intervista concessa al The Ellen Show, Bieber ha spiegato che il testo del brano è una dedica rivolta alla ex-compagna Selena Gomez.

### Accuse di plagio
Nel maggio 2016 la cantante White Hinterland ha citato in causa Bieber e il produttore Skrillex riguardo ad un possibile plagio nei confronti del suo brano Ring the Bell, inciso due anni prima. Secondo Hinterland, i due artisti avrebbero campionato l'hook iniziale del brano senza chiedere i diritti d'autore e rifiutando un iniziale dialogo privato. Bieber e Skrillex si sono difesi da tutte le accuse, postando su Twitter un video filmato durante la registrazione di Sorry per dimostrare che l'opera era interamente realizzata da loro. Successivamente nel dicembre 2017 Hinterland ha annunciato a TMZ.com di aver presentato una richiesta di archiviazione sul caso in quanto le due parti avrebbero raggiunto un accordo.

## Accoglienza
La maggior parte della critica musicale ha espresso pareri generalmente positivi nei confronti della canzone. Bobby Fi di Jezabel ha dichiarato che Bieber ha pubblicato i tre singoli migliori del 2015, Where Are Ü Now, What Do You Mean? e Sorry, e ha definito il brano come "la fredda fusione delle canzoni pop, una traccia che farà continuare a muovere i suoi ascoltatori in estasi sonora anche dopo che il sole diventa freddo". Il singolo ha raggiunto 2 miliardi di visualizzazioni su youtube in un anno e si trova al terzo posto dei video più visti su youtube.

## Tracce
1. Sorry – 3:21

## Successo commerciale
Sorry è stato il 5º singolo più venduto del 2016 secondo l'International Federation of the Phonographic Industry, dopo aver accumulato 10,8 milioni di unità.

### Stati Uniti
Negli Stati Uniti d'America ha esordito alla seconda posizione della Billboard Hot 100 nella settimana del 14 novembre 2015, vendendo 227 000 copie, diventando il secondo singolo di Bieber a debuttare nelle prime dieci posizioni della classifica statunitense, subito dopo What Do You Mean?, e il secondo a raggiungere tale posizionamento dopo Boyfriend, uscito nel 2012. La canzone è stata in seguito sorpassata da Hello di Adele, che ha debuttato direttamente al primo posto. Con What Do You Mean? e Sorry, che hanno occupato rispettivamente la 1ª e la 2ª posizione della Billboard Hot 100, Purpose è diventato il quarto album nella storia di Billboard ad aver generato due singoli che hanno conquistato i primi due posti della classifica americana, dopo Daydream e Butterfly di Mariah Carey e Recovery di Eminem.
La settimana successiva, Sorry ha venduto ulteriori 129 000 copie, scendendo alla #4 nella Hot 100 e alla #3 delle Digital Songs: tuttavia, la canzone è saltata dalla 37ª alla 27ª posizione negli airplay delle radio, registrando un totale di 46 milioni di audience nel Paese, mentre nella sua terza settimana di permanenza, grazie alla pubblicazione di Purpose, il brano è risalito nuovamente al secondo posto, con 82 000 unità distribuite. Nel frattempo, i singoli What Do You Mean? e Love Yourself, pubblicato il 9 dicembre, si sono stabiliti rispettivamente al quinto e quarto posto della Billboard Hot 100, che hanno reso l'artista non solo il terzo ad aver raggruppato tre brani nelle prime 5 posizioni (dopo i Beatles nel 1964 e 50 Cent nel 2005), ma anche quello con più singoli piazzati nella Hot 100 in assoluto (ben 17 brani), infrangendo il record raggiunto dai Beatles e da Drake. Il 12 dicembre 2015, poco dopo la performance di Bieber agli American Music Award, Sorry è salito alla numero uno nelle Digital Songs, con 178 000 copie, mentre il 2 gennaio 2016 è diventato il primo singolo di Bieber ad aver conquistato la vetta della Mainstream Top 40.
Dopo sette settimane consecutive al secondo posto, Sorry ha detronizzato Hello, il che lo ha reso, sempre dopo What Do You Mean?, il secondo brano del cantante ad aver occupato il 1º posto della Billboard Hot 100, dopo aver venduto altre 128 000 copie e aver registrato un'audience di 145 milioni di spettatori, e mentre il brano stava trascorrendo tre settimane consecutive in tale posizione, Love Yourself ha fatto il suo ingresso nella top 5, tanto che Bieber si ritrova a concorrere contro sé stesso per il dominio della classifica. Alla fine, è stata proprio Love Yourself a rimpiazzare Sorry al comando della Billboard Hot 100, e con questo Justin Bieber diventa il 12° artista in 57 anni, a spodestarsi nella classifica (l'ultimo cantante ad averlo fatto era stato The Weeknd, anch'egli canadese).
Sorry ha venduto oltre 4 milioni di copie negli Stati Uniti d'America, ed è stato certificato quadruplo disco di platino dalla Recording Industry Association of America.

### Regno Unito
Nel Regno Unito, Sorry ha fatto la sua prima entrata alla 2ª posizione della Official Singles Chart, ancora una volta dietro ad Hello di Adele, la quale aveva debuttato in precedenza il 30 ottobre 2015 in vetta alla classifica. La canzone ha in seguito scalzato quest'ultima, raggiungendo la vetta della classifica britannica il 20 novembre (una settimana dopo la pubblicazione di Purpose), con 104 000 copie vendute combinate a circa 5,35 milioni di streaming: in quella settimana, Bieber vantava tre singoli nelle prime 5 posizioni della Official Singles Chart, ovvero What Do You Mean? (5º posto), Sorry (1º posto) e Love Yourself (3º posto); nessun altro artista, nell'arco di 34 anni, ci era mai riuscito, da quando John Lennon aveva raggiunto tale traguardo nel 1981.
La settimana successiva, la canzone è rimasta in vetta, mentre Love Yourself lo ha affiancato alla seconda posizione, facendo di Bieber il primo cantante ad aver dominato le due prime posizioni della classifica britannica dai tempi di Madonna, nel 1985. La terza settimana, come pure accaduto negli Stati Uniti, Justin Bieber ha spodestato sé stesso con Love Yourself in cima alla classifica, il primo dal 1963; i due brani hanno mantenuto le rispettive posizioni per due settimane consecutive, battendo il record detenuto dai Beatles, che hanno generato due singoli che, in tre settimane, hanno protetto i primi due posti a cavallo tra il 1967 e il 1968.
Nel 2015, Sorry si è classificato come il decimo singolo più venduto del Regno Unito, con circa 934 000 vendite secondo la Official Charts Company.

## Classifiche

### Classifiche settimanali
| Classifica (2015-16) | Posizione massima |
| -------------------- | ----------------- |
| Australia            | 2                 |
| Belgio (Fiandre)     | 2                 |
| Belgio (Vallonia)    | 3                 |
| Canada               | 1                 |
| Danimarca            | 1                 |
| Finlandia            | 2                 |
| Francia              | 4                 |
| Germania             | 3                 |
| Irlanda              | 1                 |
| Italia               | 3                 |
| Libano               | 8                 |
| Lussemburgo          | 3                 |
| Messico              | 1                 |
| Norvegia             | 2                 |
| Nuova Zelanda        | 1                 |
| Paesi Bassi          | 1                 |
| Polonia              | 29                |
| Regno Unito          | 1                 |
| Repubblica Ceca      | 1                 |
| Slovenia             | 23                |
| Spagna               | 1                 |
| Stati Uniti          | 1                 |
| Svezia               | 1                 |
| Svizzera             | 2                 |

### Classifiche di fine anno
| Classifica (2016) | Posizione |
| ----------------- | --------- |
| Argentina         | 1         |
| Brasile           | 1         |
| Classifica (2017) | Posizione |
| Brasile           | 141       |